# История Карачи
Район, где находится Карачи, благодаря своему географическому положению был известен с древних времён. Александр Македонский расположился здесь лагерем в 325 году до н. э. после Индийского похода, в греческих источниках это место фигурирует как «Кракола»; из «Моронтабара» (вероятно, современный остров Манора в гавани Карачи) адмирал Неарх отправился с флотом Александра в свой путь к Персидскому заливу. Арабам эти места были известны под названием «Дебал», именно отсюда в VIII веке Мухаммад ибн Касим отправился на завоевание Синда.

## Основание Карачи
Легенда гласит, что однажды здесь поселилась рыбачка Май Колачи. Вокруг её дома постепенно выросла деревушка Колачи-джо-Гот («Деревня Колачи»). В 1742 году в этих местах потерпело крушение принадлежавшее Нидерландской Ост-Индской компании судно «Ridderkerk», и название «Колачи» впервые появляется в европейских документах.

## Под властью Талпуров
В 1795 году деревня Колачи-джо-Гот перешла от ханства Калат под власть захватившей Синд семьи Талпур. Синдхи начали торговать из этой гавани с Маскатом и Персидским заливом, и в деревне был возведён укреплённый форт с пушками, импортированными из Маската.
В сентябре 1799 года в этих местах была открыта британская фактория, но год спустя её пришлось закрыть из-за конфликта с Талпурами. Однако деревня, удобно расположенная в устье реки Инд, привлекла внимание Британской Ост-Индской компании, и после пары разведывательных экспедиций деревня была 3 февраля 1839 года захвачена войсками Компании.

## Под властью Британской Ост-Индской компании
Захват британцами сыграл переломную роль в истории деревни, особенно после того, как в 1843 году в битве при Ниами Чарльз Нейпир разбил Талпуров и начал завоевание Синда. Карачи стал одним из главных морских портов британцев на Аравийском море, здесь были расположены крупные войсковые части империи. Таким образом деревня превратилась в крупный город, с развитой по тем временам инфраструктурой. В 1843 году, между Карачи и Мултаном стал плавать пароход (около 500 км по реке Инд).
С прибытием британских войск юго-восточнее старого поселения, которое называли «чёрным городом», возникло поселение по европейскому образцу, которое называли «белым городом» и куда индийцам не было свободного входа. Сюда из Хайдарабада был перемещён административный центр Синда. В 1847 году завоевание Синда завершилось, он был присоединён к Бомбейскому президентству, пост губернатора Синда был упразднён, а вместо него введён пост Главного комиссара в Синде.
В 1854 году на месте старого порта, британцы построили современный.
В 1857 году в Индии разразилось восстание сипаев. Размещённый в Карачи 21-й туземный пехотный полк 10 сентября присоединился к восставшим, однако британцы сумели быстро восстановить контроль над портом и подавить восстание.

## В составе Британской империи

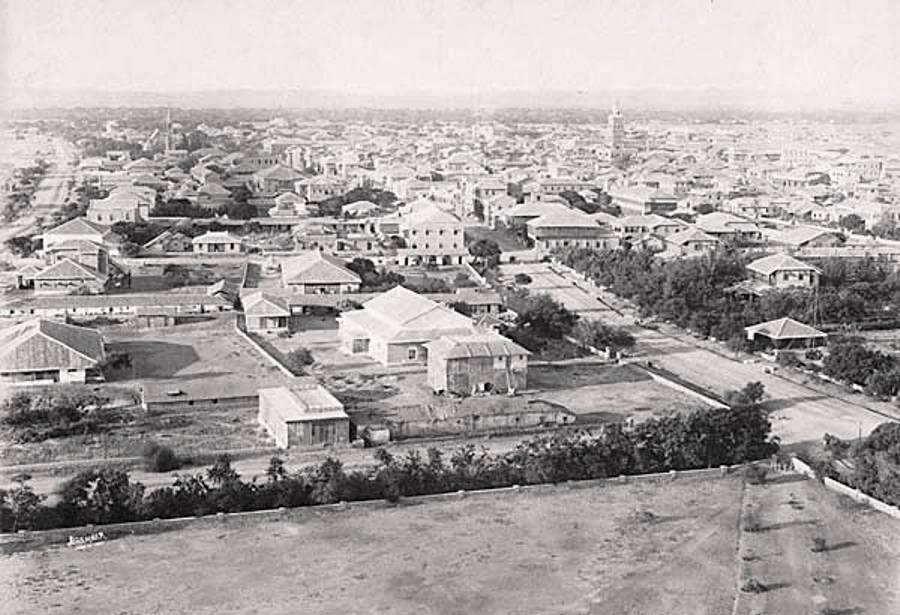
Карачи в 1889 году

Восстание сипаев привлекло внимание метрополии к ситуации в Индии, и в 1858 году британским парламентом был принят Акт о лучшем управлении Индией, в соответствии с которым управление территориями в Индии перешло от Ост-Индской компании к британскому правительству.
В 1861 году была проложена железная дорога из Карачи в Котри. В 1864 году была установлена прямая телеграфная связь с Лондоном. С открытием Суэцкого канала в 1869 году, роль Карачи в регионе выросла и город стал полноценным морским портом. К 1873 город стал эффективной и хорошо управляемой гаванью. После того как Пенджаб стал житницей Индии в 1890-х годах, роль Карачи ещё выросла и он стал главным морским портом региона. Ещё больше роль Карачи как морских ворот Индии возросла после того, как в 1912 году столица Британской Индии была перенесена из Калькутты в Дели.
После Первой мировой войны в городе стала развиваться сфера услуг и промышленность. К 1924 году в Карачи был построен аэродром, а в 1936 году город стал столицей провинции Синд.

## Столица Пакистана
С созданием Пакистана в 1947 году, Карачи стал не только столицей и главным морским портом молодого государства, но и центром промышленности, бизнеса и торговли страны. Хотя город и лишился индуистской общины, представители которой перебрались в Индию, но он сохранил свой мультикультурный характер, так как в него — в столицу индийского мусульманского государства — хлынули перемещённые лица мусульманского вероисповедания со всех концов Индии.

## Карачи после 1957 года
Хотя Равалпинди и был выбран временной столицей в 1958 году, до того как все правительственные учреждения переехали в Исламабад к 1969 году, Карачи сохранял свой статус бизнес-столицы и промышленного центра Пакистана. В следующем десятилетии, благодаря развитой инфраструктуре и промышленности, в город хлынуло огромное количество иммигрантов из сельской местности и эмигрантов из других стран, что почти в два раза увеличило размер города и способствовало большому росту численности населения. Так как инфраструктура города уже была перегружена до предела, то одна треть из этих, вновь прибывших эмигрантов, была вынуждена поселиться в городских трущобах известных в Пакистане под названием Катчи-Абади. В трущобах нет электричества, водопровода и канализации. В 21 веке перенаселенность стала самой большой проблемой Карачи.
В последней четверти 20-го века поток эмигрантов принёс с собой огромную волну насилия в город. Преступность в Карачи резко возросла, стали происходить стычки на этнической почве между коренным народом города (синдхами) и недавними иммигрантами из Индии (мухаджирами). Также резко возросло количество тяжких преступлений, таких как разбой, убийства и прочие. В 1992 году (когда ситуация с криминалом в Карачи стала выходить из-под контроля), правительство Пакистана ввело войска в город, но эта военная кампания так и не принесла ожидаемых результатов. Город по-прежнему один из самых криминогенных в регионе.
В 2009 году в городе произошло сильное наводнение, в результате которого погибло 26 человек.
28 декабря 2009 года в день Ашуры смертник-самоубийца подорвал себя в толпе мусульман-шиитов. Этот теракт стал самым одним из самых кровавых в истории города. Погибло 30 человек, ещё несколько десятков были доставлены в больницу. Ответственность за теракт взяла на себя суннитская экстремистская группировка Техрик Талибан-и-Пакистан.
5 февраля 2010 года два смертника-самоубийцы подорвали себя среди верующих мусульман-шиитов. Погибло 25 человек, 50 пострадало.